# 白石建設工業
白石建設工業株式会社（しらいしけんせつこうぎょう）は、愛媛県新居浜市久保田町に本社を置く建設会社。

## 事業所
- 本社 - 愛媛県新居浜市久保田町3丁目9番20号
- 松山支店 - 愛媛県松山市千舟町4丁目5-4 松山千舟454ビル5階
- 東京支店 - 東京都港区新橋二丁目16番1号 ニュー新橋ビル7階ハローオフィス新橋B-8号室
- 住宅販売事業　ひめホーム - 愛媛県新居浜市久保田町3丁目9番20号
- エネルギー事業　ソーラー新居浜店 - 愛媛県新居浜市久保田町3丁目9番20号 2階
- にこちゃんリフォーム今治店 -  愛媛県今治市北高下3丁目3番21号

## 沿革
- 1959年 - 白石尚三により創業。
- 1972年 - 「白石建設工業株式会社」に組織変更。建設業法改正に基づき特定建設業の許可を愛媛県知事より得る。
- 1979年 - 建設業法に基づき特定建設業建設大臣許可を得る。
- 1981年 - 本社屋新築落成に伴い、現在地に移転。
- 1986年 - 香川県坂出市に坂出支店を設置。愛媛県松山市に松山支店を設置。
- 2012年 - 宮城県気仙沼市に東北支店を設置。
- 2013年 - 愛媛県新居浜市に京セラソーラーFC新居浜店を設立。
- 2014年 - 東京都港区に東京支店を設置。愛媛県今治市ににこちゃんリフォーム今治店を設立。
- 2015年 - シティプラスホールディングス化。
- 2017年 - 愛媛県新居浜市にて住宅販売事業「ひめホーム」を開始。

## 主な施工実績
- イオンタウン宇多津
- イオンモール今治新都市
- イオンモール新居浜
- 愛媛県立新居浜西高等学校本館
- ケーズデンキ新居浜店、今治店
- ザ・ビッグエクストラ阿南店
- 四国スバル新居浜店
- 東田総合開発
- 松山自動車道松山インターチェンジ
- 湯之谷温泉

## グループ会社
- シティプラスホールディングス（グループ持株会社）
- 株式会社ルミノシティー（不動産事業）
- 株式会社四国重機リース（建機リース事業）
- 株式会社エコシティ（資源リサイクル事業）
- 株式会社七福芋本舗（七福芋専門店）
- 株式会社青い鳥（介護事業）